# 국가재생운동
국가재생운동(스페인어: Movimiento Regeneración Nacional, 약칭 MORENA)은 멕시코의 좌파 정당이다.
2014년 공식 정당으로 등록되었으며, 대선 3수생인 안드레스 마누엘 로페스 오브라도르(일명 AMLO)가 초대 당대표를 지냈다. 2017년 12월 12일 예이드콜 폴레븐스키 구르비츠가 신임 당대표로 취임했다. 2018년 멕시코 대선에서 승리해 집권 여당이 되었다.

## 역사
2012년 대선에서 안드레스 마누엘 로페스 오브라도르는 민주혁명당 소속으로 출마하였지만 제도혁명당 출신의 엔리케 페냐 니에토에게 패배하였다.

## 같이 보기
- 안드레스 마누엘 로페스 오브라도르

## 역대 선거 결과

### 대통령 선거
| 선거명                    | 대통령 후보                       | 득표수     | 득표율 | 당락 |
| ------------------------- | --------------------------------- | ---------- | ------ | ---- |
| 2018년 멕시코 대통령 선거 | 안드레스 마누엘 로페스 오브라도르 | 30,113,483 | 53.20% | 당선 |

### 총선
| 년도 | 하원 득표수 | 하원 득표율 | 하원 의석 | 상원 득표수 | 상원 득표율 | 상원 의석 |
| ---- | ----------- | ----------- | --------- | ----------- | ----------- | --------- |
| 2015 | 3,346,303   | 8.39%       | 35 / 500  |             |             |           |
| 2018 | 20,972,573  | 37.25%      | 189 / 500 | 21,261,577  | 37.50%      | 55 / 128  |
| 2021 | 16,759,917  | 34.10%      | 123 / 500 |             |             |           |